# Proxima Centauri
A Proxima Centauri (latin proxima: legközelebbi) vörös törpe a Kentaur csillagképben. A Földtől 4,24 fényév (4·1013 km) távolságra helyezkedik el. 1915-ben fedezte fel Robert Innes, a dél-afrikai Union Obszervatórium igazgatója. A Proxima Centauri a Naphoz legközelebbi csillag. Az Alfa Centauri hármascsillag-rendszer tagja. A két fő csillagtól 0,21 fényév (15 000 ± 700 CsE) távolságra helyezkedik el.
Közelsége miatt a csillag szögátmérője közvetlenül mérhető, a Nap átmérőjének mintegy hetedét teszi ki. Tömege a Nap tömegének nyolcada, átlagos sűrűsége pedig annak 40-szerese. Habár luminozitása nagyon alacsony, a Proxima Centauri flercsillag, mágneses tevékenysége folytán véletlenszerűen növekedik a fényessége. A csillag mágneses mezeje áramlásokat hoz létre a csillag belsejében, ami flereket idéz elő; ennek eredményeképpen pedig a sugárzása lefedi a teljes röntgentartományt. A Proxima Centauri fősorozatbeli csillag; figyelembe véve a relatív alacsony energiatermelési ütemét, valamint a hidrogén áramlását a magjában, még négy billió évig az is marad. Ez az univerzum jelenlegi feltételezett életkoránál 300-szor hosszabb idő.
A Proxima Centauri körül keringő égitestek létezésére irányuló kutatások sikertelenek maradtak, kizárva a barna törpék és a szupernehéz bolygók jelenlétét. Precíz radiális sebességmérések szuperföldek jelenlétét is kizárták a csillag lakható övezetén belül. Kisebb objektumok észlelése olyan új eszközöket igényel, mint a tervezett SIM PlanetQuest űrtávcső. Miután a Proxima Centauri egy vörös törpe és egyben változócsillag, vitatott, hogy egy körülötte keringő bolygón lehetséges-e az élet. A csillag – közelsége miatt – egy jövőbeni csillagközi utazás lehetséges célpontja.

## Megfigyelése
Robert Innes a dél-afrikai Johannesburgban található Union Obszervatórium igazgatója, 1915-ben felfedezte, hogy a Proxima Centaurinak az Alfa Centaurival megegyező sajátmozgása van. Nevéhez fűződik a Proxima Centauri név javaslata is. 1917-ben Joan Voûte holland csillagász a Jóreménység fokán épült Királyi Obszervatóriumban (ma Dél-afrikai Asztronómiai Obszervatóruim, SAAO), megmérte a csillag trigonometrikus parallaxisát, és megállapította, hogy valóban azonos távolságra van, mint az Alfa Centauri. Abban az időben a Proxima Centauri számított a legkisebb luminozitású ismert csillagnak. 1951-ben Harlow Shapley amerikai csillagász bejelentette, hogy a Proxima Centauri változócsillag. A korábban készült fényképek vizsgálata azt mutatta, hogy a képek 8%-án mérhetően nagyobb a csillag fényessége, így a legaktívabb akkoriban ismert változócsillag.
A csillag közelsége lehetővé teszi flertevékenységének részletes megfigyelését. 1980-ban az Einstein Obszervatórium aprólékosan kidolgozott röntgensugárzási görbét készített a Proxima Centauri flerjeiről. További megfigyeléseket végzett az EXOSAT és ROSAT műhold, majd 1995-ben a japán ASCA műhold, amely kisebb (a Napéhoz hasonló) flerek által kibocsátott röntgensugárzást észlelt. A legtöbb röntgenobszervatórium, beleértve az XMM-Newtont és a Chandrát, azóta is tanulmányozza a Proxima Centaurit.
A csillag déli deklinációjának köszönhetően a Proxima Centauri csak a 27. északi szélességi körtől délre látható az égbolton. A Proxima Centaurihoz hasonló vörös törpék fénye túl halvány ahhoz, hogy szabad szemmel láthatóak legyenek; még a Proxima Centauri A-ról és B-ről is csak akkor látszódna a csillag, ha fényessége elérné az 5 magnitúdót. A csillag látszólagos fényessége 11 magnitúdó, megfigyeléséhez még felhőtlen égbolt esetén is legalább 8 cm objektívátmérőjű távcső szükséges. Ahhoz, hogy valóban vizsgálni lehessen, a Proxima Centaurinak magasan a horizont felett kell járnia az éjszakai égbolton.

## Jellemzői

Balról jobbra: a Nap, az α Centauri A, az α Centauri B és a Proxima Centauri méretarányos összehasonlítása

A Proxima Centauri vörös törpeként lett osztályozva, mert a Hertzsprung–Russell-diagram alapján a fősorozatban jár, színképosztálya M5,5. További besorolása „késői M-törpe csillag”, amely arra utal, hogy M5,5-ös értéknél tömege közelebb esik az M osztály alsó határához. A csillag abszolút fényessége (vagyis látszólagos fényessége 10 parszek távolból nézve) 15,49. Luminozitása a teljes hullámhossztartományban a Nap 0,17%-a; az emberi szem számára látható fény tartományában azonban csupán a Nap 0,0056%-a. A kisugárzott energiájának 85%-a az infravörös tartományba esik.
2002-ben a VLT-vel optikai interferenciamérésekkel meghatározták a Proxima Centauri szögátmérőjét, amely 1,02±0,08 milliívmásodpercnek (mas) adódott. Mivel a távolság ismert, kiszámítható a valódi átmérője is, amely a Nap átmérőjének hetede, vagy másképpen a Jupiter átmérőjének a másfélszerese. A csillag becsült tömege a naptömeg 12,3%-a, vagyis 129 szerese a Jupiter tömegének. A fősorozati csillagok átlagos sűrűsége a tömegükkel fordítottan arányos. Ez alól a Proxima Centauri sem kivétel, átlagos sűrűsége 56 800 kg/m³. Összehasonlításképpen a Nap átlagos sűrűsége 1409 kg/m³.
A kis tömege miatt a csillag belseje teljes egészében konvektív, ennek eredményeképpen a kisugárzott energia nagyobbrészt a plazma áramlásának következménye, és nem a sugárzási folyamatoké. Ez az áramlás azt jelenti, hogy a hidrogén termonukleáris fúziójából visszamaradt hélium nem halmozódik fel a magban, hanem a csillag belsejében cirkulál. A Nappal ellentétben, amely hidrogénkészletének mintegy 10%-át fogja csak elhasználni a fősorozat elhagyása előtt, a Proxima Centauri ennél jóval nagyobb mennyiséget fog felhasználni, mielőtt a hidrogénfúzió leáll.
Ezek az áramlások a mágneses mező jelenlétéhez köthetők. A mágneses energia a flernek nevezett folyamat során szabadul fel a mezőből, rövid időre megnövelve a csillag fényességét. A flerek a csillaggal megegyező méretre nőhetnek, és hőmérsékletük elérheti a 27 millió kelvint is. Ez a hőmérséklet elegendően forró röntgensugárzás kibocsátásához A csillag fényessége a röntgentartományban „nyugalmi” állapotban 4–16·1019 watt között mozog; ami hozzávetőleg megegyezik a Nap fényességével. Nagyobb flerek esetén azonban elérheti a 1021 wattot is.
A csillag kromoszférája aktív, és spektrumában erősen látszódnak az egyszeresen negatív magnéziumion 280 nm hullámhosszúságú emissziós vonalai. A Proxima Centauri felszínének kb. 88%-a nagy valószínűséggel aktív; ez a Naphoz viszonyítva lényegesen magasabb érték, még a napciklus maximumához képest is. Ez az aktivitás még azokban a „nyugodt” időszakokban is 3,5 millió kelvin körüli hőmérsékletre fűti a koronát, amikor alig, vagy egyáltalán nincsenek flerek. Összehasonlításképpen a Nap koronájának hőmérséklete 2 millió kelvin. Más M-törpékkel összevetve aktivitása alacsony, ami a csillag becsült életkorával magyarázható. Az évmilliók során a csillag tengely körüli forgása lassul, ezzel együtt az aktivitási szintje is csökken. Az aktivitási szint periodikus változásokat mutat, egy ilyen periódus 442 napig tart; így rövidebb a 11 éves napciklusnál.
A Proxima Centauri csillagszele viszonylag gyenge, az így vesztett tömeg alig éri el a Nap napszél okozta tömegvesztési rátájának 20%-át. A csillag azonban lényegesen kisebb a Napnál, így az egységnyi felületre jutó tömegvesztesége nyolcszorosa a Napénak.
Egy, a Proxima Centaurival megegyező tömegű vörös törpe négybillió évig a fősorozatban marad. Ahogy a hidrogénfúzió eredményeképpen nő a hélium mennyisége, a csillag egyre kisebb és forróbb lesz, fokozatosan változva át vörösből kékké. A folyamat végéhez közeledve a Proxima Centauri jelentősen fényesebbé válik majd, elérve a Nap fényességének 2,5%-át, és néhány milliárd évre felmelegít minden körülötte keringő égitestet. A hidrogén kimerülésével a vörös óriás fázist kihagyva fehér törpévé fog átalakulni, fokozatosan veszítve el a megmaradt hőenergiát.

### Távolsága és mozgása
A Hipparcos által mért 772,3±2,4 milliívmásodperces és a precízebb Hubble, illetve a Fine Guidance Sensor általi 768,7±0,3 milliívmásodperces parallaxis alapján a Proxima Centauri hozzávetőleg 4,2 fényévnyire található. Ez a távolság 270 000 csillagászati egység. A Földről nézve a Proximát 2,18° választja el az Alfa Centauritól, ez a telihold szögátmérőjének négyszerese. A Proxima Centauri ugyanakkor gyors sajátmozgással rendelkezik; évente 3,85 ívmásodpercet halad az égbolton. Radiális sebessége –21,7 km/s; a csillag közelít a Naphoz.
Az ismert csillagok között az elmúlt 32 000 évben a Proxima Centauri volt a Naphoz legközelebbi csillag, és a következő 33 000 évben az is marad; ekkorra a Ross 248 válik a legközelebbi csillagá. A Proxima Centauri körülbelül 26 700 év múlva éri el legnagyobb közelségét, ekkor 3,11 fényévnyire lesz majd. A Proxima Centauri a Tejútrendszerben kering a galaktikus mag körül. Távolsága a galaktikus magtól 8,3 és 9,5 kpc között változik. Pályájának excentritása 0,07.
Felfedezése óta gyanítják, hogy a Proxima Centauri az Alfa Centauri kettőscsillag rendszer harmadik tagja. Ebben az esetben az Alfa Centauritól mindössze 0,21 fényév (15 000 ± 700 CsE) távolságban keringő csillag keringési ideje 500 000 év lenne. Ennek okán sokszor hivatkoznak rá α Centauri C-ként is. A modern számítások szerint – figyelembe véve a csillagok közti kis távolságot és viszonyított sebességüket – a véletlenszerű egybeesés valószínűsége egy a millióhoz. A Hipparcos adatait földi megfigyelésekkel egybevetve megalapozottnak látszik a hipotézis, miszerint a három csillag valóban egy rendszert alkot. Ha ez így van, akkor a Proxima Centauri közel jár az apasztronhoz, pályájának legtávolabbi pontjához. A feltételezés bizonyításához pontosabb radiálissebesség-mérések szükségesek.
Amennyiben a Proxima Centauri kialakulása idején az Alfa Centauri rendszer része volt, a csillagok elemi összetétele feltehetőleg azonos. Lehetséges, hogy éppen a Proxima gravitációs hatása felelős az Alfa Centauri protoplanetáris korongjának felkavarásáért. Ez elősegíthette az alacsony forráspontú anyagok (pl. víz) eljutását a száraz belső régiókba. Egy Föld-típusú bolygó feltehetőleg nagy mennyiségben tartalmaz ilyen anyagokat.
Az Alfa Centauri rendszeren kívül még hat csillag, két kettőscsillag rendszer és egy hármascsillag rendelkezik a Proxima Centaurihoz hasonló térbeli mozgással. E csillagok mindegyikének sebessége a Proxima Centauri sebességének közelében van (±10 km/s). Ezek a csillagok feltehetőleg egy mozgási csoportot alkotnak, ami közös kiindulópontra utal, például egy csillaghalmazra. Ha bebizonyosodik, hogy Proxima Centauri nem az Alfa Centauri rendszer tagja, akkor egy mozgási csoport magyarázhatja a csillagok relatív közelségét.
Bár a Proxima Centauri a legközelebbi valódi csillag, elképzelhető, hogy eddig felfedezetlen barna törpék közelebb találhatóak.

### Lehetséges kísérők
| Keringési idő (nap) | Távolság (CsE) | Maximális tömeg (× földtömeg) |
| ------------------- | -------------- | ----------------------------- |
| 3,6–13,8            | 0,022–0,054    | 2–3                           |
| <100                | <0,21          | 8,5                           |
| <1000               | <1             | 16                            |

Ha egy nagy tömegű égitest a Proxima Centauri körül keringene, akkor ennek az égitestnek a gravitációja elmozdulásokat idézne elő a csillag helyzetében (a pálya síkjában). Vagyis, ha ezeknek az égitesteknek a pályasíkjai nem merőlegesek a látóirányra, akkor a csillag radiális sebességében periodikus változásokat lehetne észlelni. A különböző mérések eddig nem mutattak ki ehhez hasonló változásokat, így lecsökkent a lehetséges kísérők maximális tömege. Sajnálatos módon a csillag aktivitása miatt a radiális sebesség pontos mérése nem lehetséges, ez behatárolja a módszer jövőbeni kilátásait esetleges kísérők felfedezését illetően.
A Proxima Centauri 1998-as vizsgálata során, amit a Hubble űrteleszkópon található Faint Object Spectrograph-fal végeztek, bizonyítékot találtak egy 0,5 CsE távolságban keringő kísérő létezésére. A Wide Field and Planetary Camera 2-val végzett későbbi keresések azonban nem tudtak lokalizálni egyetlen kísérőt sem. A Proxima Centauri, az Alfa Centauri A-val és B-vel együtt a NASA tervezett Űr-Interferometriai Küldetésének (SIM) elsődleges célcsillagai közé (Tier 1) tartozik. Az űreszközzel elméletileg lehetségessé válik kis tömegű (3 földtömeg) égitestek észlelése 2 CsE távolságban a szóban forgó csillagok körül.

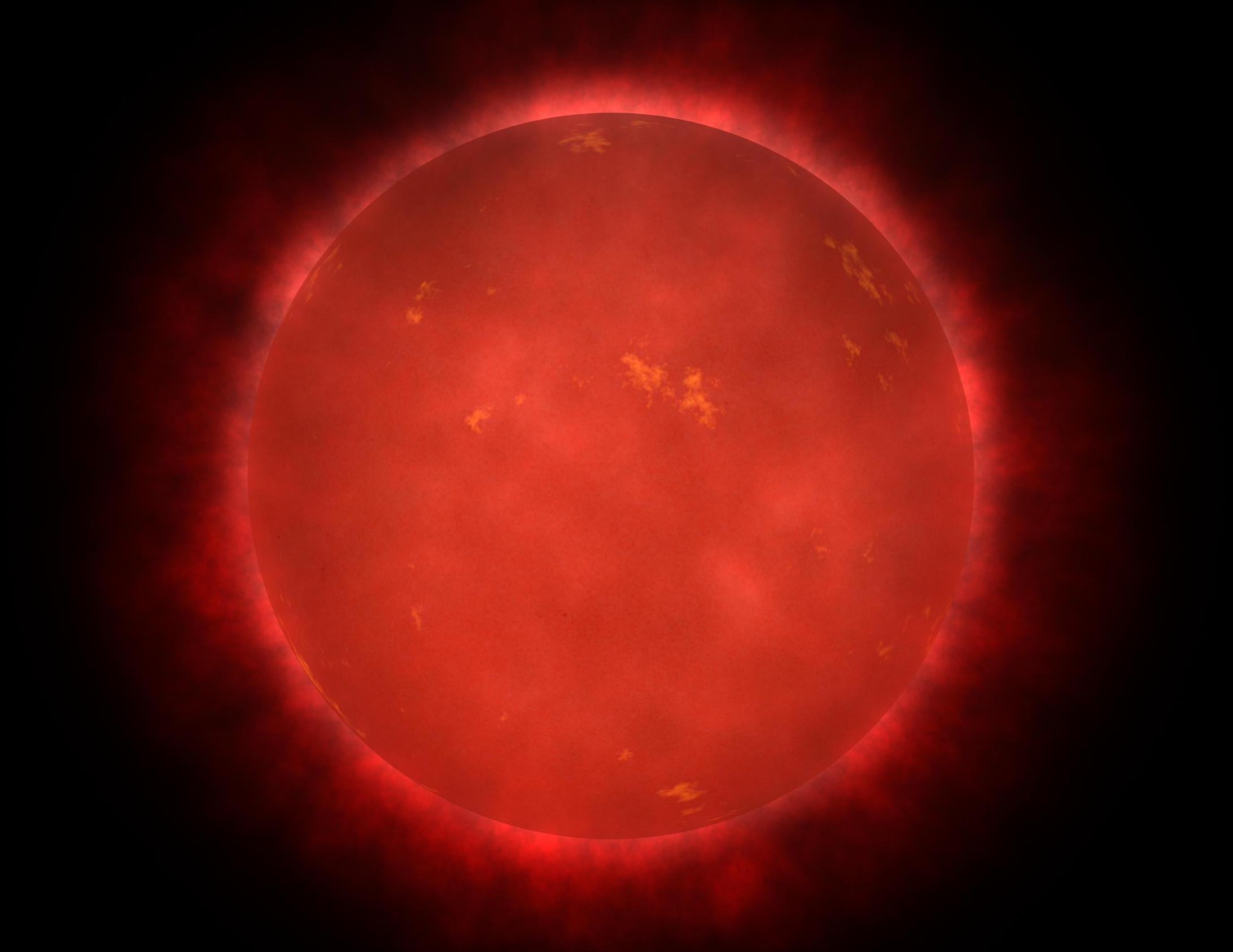
Művészi ábrázolás egy vörös törpéről (NASA-illusztráció)

Nagyon valószínűtlen, hogy 2–3 földtömegnél nehezebb bolygók keringenek a lakható övezeten belül. Az Idegen Világok dokumentumfilm-sorozat feltételezte, hogy egy élet számára alkalmas bolygó létezhet a Proxima Centauri, vagy más vörös törpék körül. Egy ilyen bolygó a lakható övezeten belül, 0,023–0,054 CsE közti távolságban keringene a csillag körül, és keringési ideje 3,6–14 nap lenne. Egy, a csillagtól ilyen távolságban keringő bolygón kötött tengelyforgás lenne tapasztalható, vagyis a Proxima Centauri egyáltalán nem, vagy csak alig mozogna a bolygó egén. Ebből adódóan a felszínének túlnyomó részén örök nappal, illetve éjszaka uralkodna. Mindazonáltal egy jelenlévő légkör képes lehet arra, hogy a napenergia egy részét a túloldalra is eljuttassa.
A Proxima Centauri flercsillag, a csillagból származó flerek zavart okozhatnak bármely, a lakható övezeten belül keringő bolygó légkörében. Azonban a dokumentumfilm tudósai szerint ez az akadály is legyőzhető. Gibor Basri, a Kaliforniai Egyetem munkatársa egyenesen azt állítja, eddig senki sem talált olyan tényt, ami kétségbe vonná a lakhatóságot. Például, az egyik elmélet szerint a flerekből származó töltött részecskék özöne lefejheti egy közeli bolygó légkörét. Ha azonban a bolygónak van mágneses mezeje, akkor a mező eltérítené a töltött részecskéket, így védve meg a légkört. Még egy M-törpe kötött tengelyforgású bolygójának lassú forgása – egyszer fordul meg a saját tengelye körül, azalatt míg megkerüli a csillagját – is elegendő egy mágneses mező generálásához, mindaddig, amíg a mag olvadt marad.
Más tudósok, különösen a Ritka Föld elmélet támogatói vitatják, hogy egy M-törpe csillag fenn tudja-e tartani az életet. A kötött tengelyforgású bolygó rendkívül gyenge mágneses momentummal rendelkezne, ez pedig a légkör erős eróziójához vezetne, amit a Proxima Centauri koronakidobódásai okoznának. Néhány szerző továbbá úgy véli, hogy a földi típusú élet valószínűtlen.
A folyamatos megfigyelések és az egyre tökéletesedő észlelési technikák következtében 2016-ban nyilvánosságra került a Proxima Centauri b léte, amely 1,3-szoros földtömegű, a csillagától 7,5 millió kilométer távolságban keringő bolygó, amely 11,2 földi nap alatt tesz meg egy keringést.
A tovább gyarapodó adatbázis elemzésével 2019-ben újabb exobolygó jelölt került elő, amely legalább hatszoros földtömegű, és másfél csillagászati egység távolságban helyezkedik el napjától.

## Csillagközi utazás

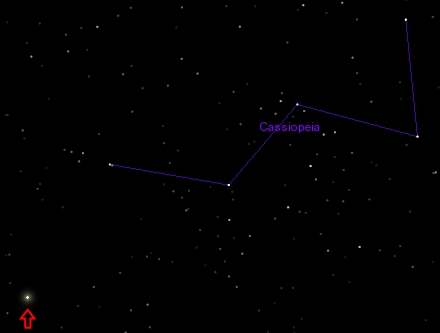
A Nap, ahogy az Alfa Centauri rendszerből látszana (Celestia)

A Proxima Centauri javasolt úti célja az első csillagközi utazásnak. Alternatív megoldás, egy az Alfa Centauri rendszerben végrehajtott hintamanővert magában foglaló utazás, mivel így nincs szükség lassítási fázisra. A nukleáris impulzusmeghajtás több olyan technológiát fog össze, amelyek a jövőben lehetővé tehetik a csillagközi utazást. Egy ilyen út a következő évszázadban kezdődhetne, és hozzávetőleg egy évszázadig is tartana. Az utazásnak ennek a módja inspirálta a Daedalus tervet, az Orion tervet és a Longshot tervet.
A Voyager-program űrszondái az első olyan ember alkotta mesterséges tárgyak, amelyek eljutnak a csillagközi űrbe; ám a szondák relatíve lassan mozognak, mindössze 17 km/s-os sebességgel, így számukra jóval több mint 10 000 évig tart egyetlen fényév megtétele is. Összehasonlításképpen a Proxima jelenleg 21,7 km/s-mal közeledik; igaz, csak 3,11 fényévre fogja megközelíti a Napot, és 26 700 év múlva már távolodni fog. Tehát egy alacsony sebességű űrszondának már csak néhány tízezer év áll rendelkezésre, hogy akkor érje a Proximát, mikor az a legközelebb található; ám a siker nem garantált, hiszen egy ilyen út könnyen végződhet azzal, hogy a szonda már csak a távolodó csillagot lesz képes megfigyelni. Az ionhajtómű előtérbe kerülésével lehetőség nyílt a Voyager szondáknál gyorsabb csillagközi űrhajók készítésére, ilyen a tervezett Innovative Interstellar Explorer. Ennek ellenére az ionhajtású űrhajókat még mindig túl lassúnak tartják egy működő próbaúthoz.
A csillagközi utazást már a 2100-as évekre megvalósíthatónak tartják nukleáris pulzus meghajtásos rakétamotorok segítségével. Ezek tervezése már több projektet (Project Orion, Project Daedalus, Project Longshot) inspirált. A „Project Breakthrough Starshot” az Alpha Centauri rendszert 100 GW-os lézermeghajtásos mikroszondákkal tervezi elérni, kb. 20 éven belül, ha a fénysebesség egy ötödével haladna. 
A Proxima Centauriról nézve a Nap fényessége 0,4 magnitúdó lenne, és a Kassziopeia csillagképben látszódna. A jelenlegi hagyományos meghajtás használatával, egy több ezer éves úthoz olyan méretű űrhajóra lenne szükség, amely képes elegendő embert szállítani egy bolygó kolonizálásához.

## Fordítás
- Ez a szócikk részben vagy egészben  a   Proxima Centauri című angol Wikipédia-szócikk fordításán alapul.  Az eredeti cikk szerkesztőit annak laptörténete sorolja fel. Ez a jelzés csupán a megfogalmazás eredetét és a szerzői jogokat jelzi, nem szolgál a cikkben szereplő információk forrásmegjelöléseként.